# Femmes libres (film)
Ne doit pas être confondu avec Femmes libres.
Pour plus de détails, voir Fiche technique et Distribution.
Femmes libres (titre original : Una donna libera) est un film italien réalisé par Vittorio Cottafavi en 1954, avec Françoise Christophe, Pierre Cressoy, Gino Cervi et Elisa Cegani dans les rôles principaux. Il s'agit d'une adaptation de la pièce de théâtre Una mujer libre de la dramaturge argentine Malena Sandor (es).

## Fiche technique
- Titre original : Femmes libres
- Titre français : Una donna libera
- Réalisation : Vittorio Cottafavi
- Assistant réalisation : Alfredo Angeli
- Scénario : Oreste Biancoli et Fabrizio Sarazani (it) d'après la pièce de théâtre Una mujer libre de Malena Sandor (es)
- Photographie : Guglielmo Garroni
- Décors : Franco Fontana et Alfredo Montori (it)
- Montage : Jolanda Benvenuti (it)
- Musique : Ezio Carabella
- Société de production : Romana Film
- Directeur de production : Fortunato Misiano et René Pignères (non-crédité)
- Pays de production : Italie
- Format : Noir et blanc - 35 mm — 1,37:1 - Mono
- Genre : melodrame
- Durée : 93 minutes
- Dates de sortie :
  - Italie : 29 décembre 1954
  - France : 19 août 1955

## Distribution
- Françoise Christophe : Danièle (ou Liana) Franci
- Pierre Cressoy : Gerardo Villabruna
- Gino Cervi : Massimo Marchi
- Elisa Cegani: Mère de Danièle (ou Liana) Franci
- Lianella Carell : Solange
- Christine Carrère : Leonora Franci
- Galeazzo Benti : Sergio Rollini
- Luigi Tosi : Michele
- Augusto Mastrantoni : Augusto Franci
- Mario Mazza : Christian Ségret
- Nada Cortese
- Barbara Florian : Anna-Maria
- Luigi Zuccolo
- Mario Maldesi
- Antoine Balpêtré

## Autour du film
- Le film a été tourné à Rome (Piazza di Santa Maria in Trastevere, Piazza di Spagna ...) et à Amalfi dans la province de Salerne dans la région de la Campanie.
- Il s'agit d'une adaptation de la pièce de théâtre Una mujer libre de la dramaturge argentine Malena Sandor (es).